# Drakbåts-EM för landslag 2016

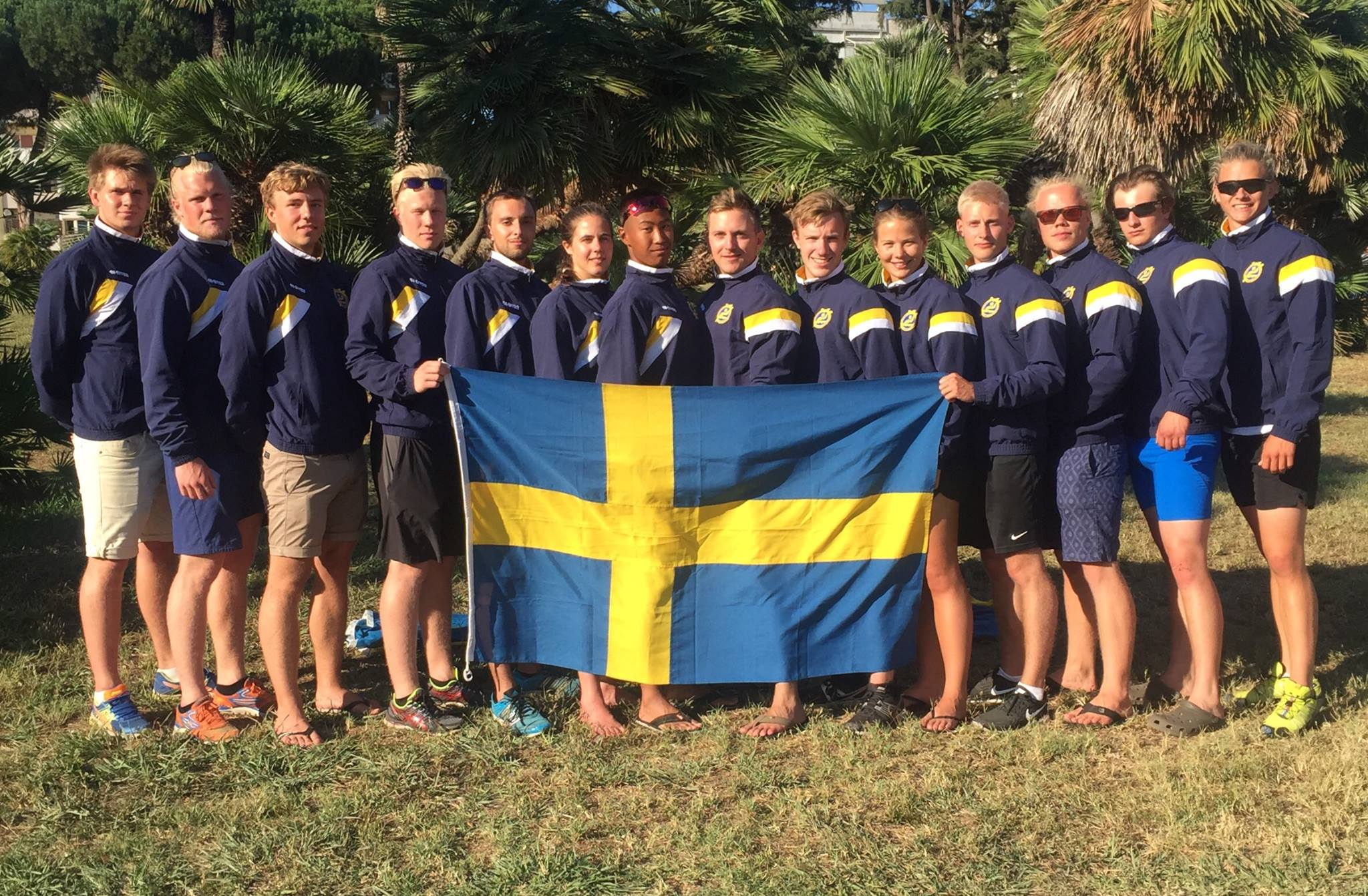
Det svenska U24-landslaget efter herrarnas 1 500 meter. Sverige tog EM-guld den första tävlingsdagen.

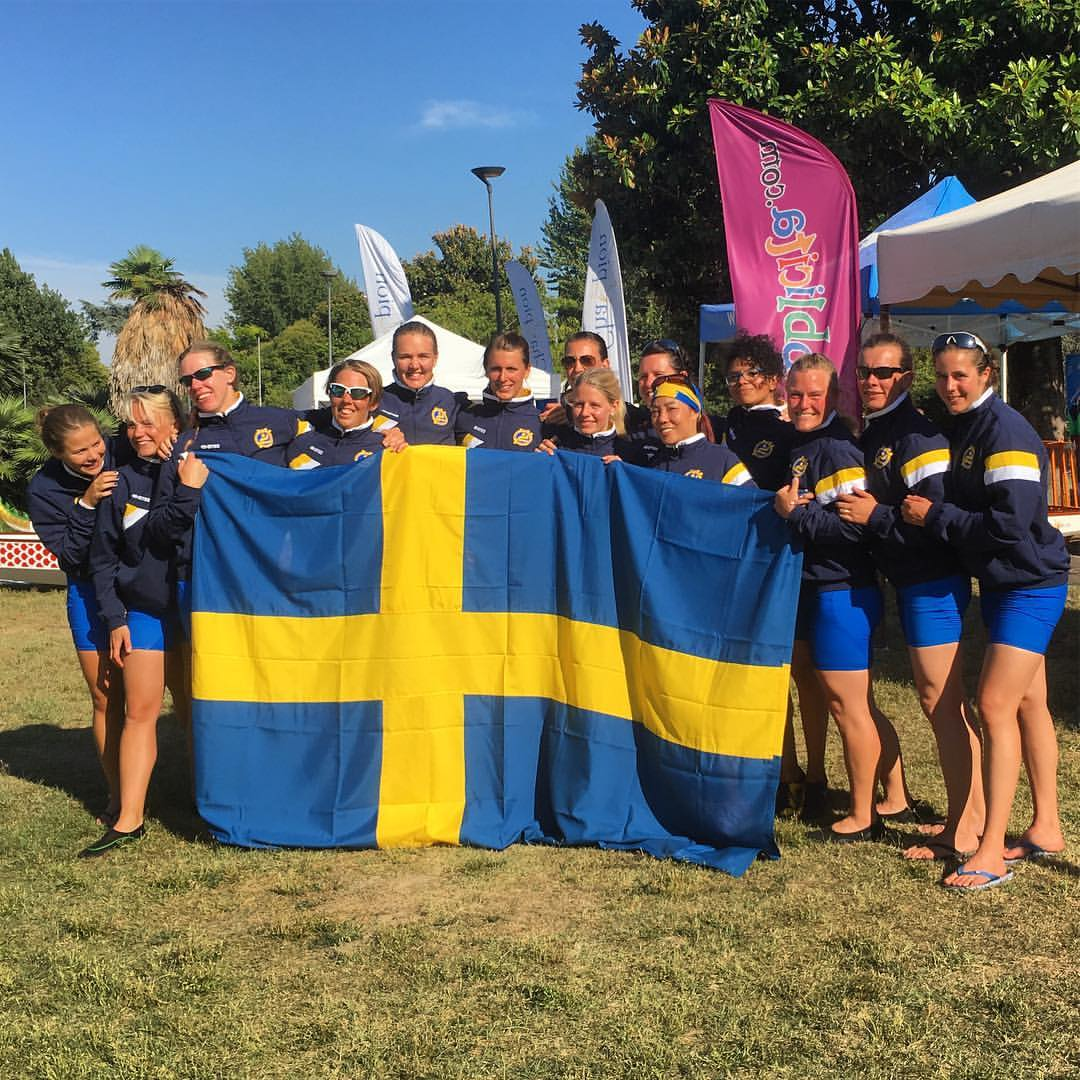
Sveriges seniordamer tog EM-guld den sista tävlingsdagen på 500 meter i 10-mannabåt.

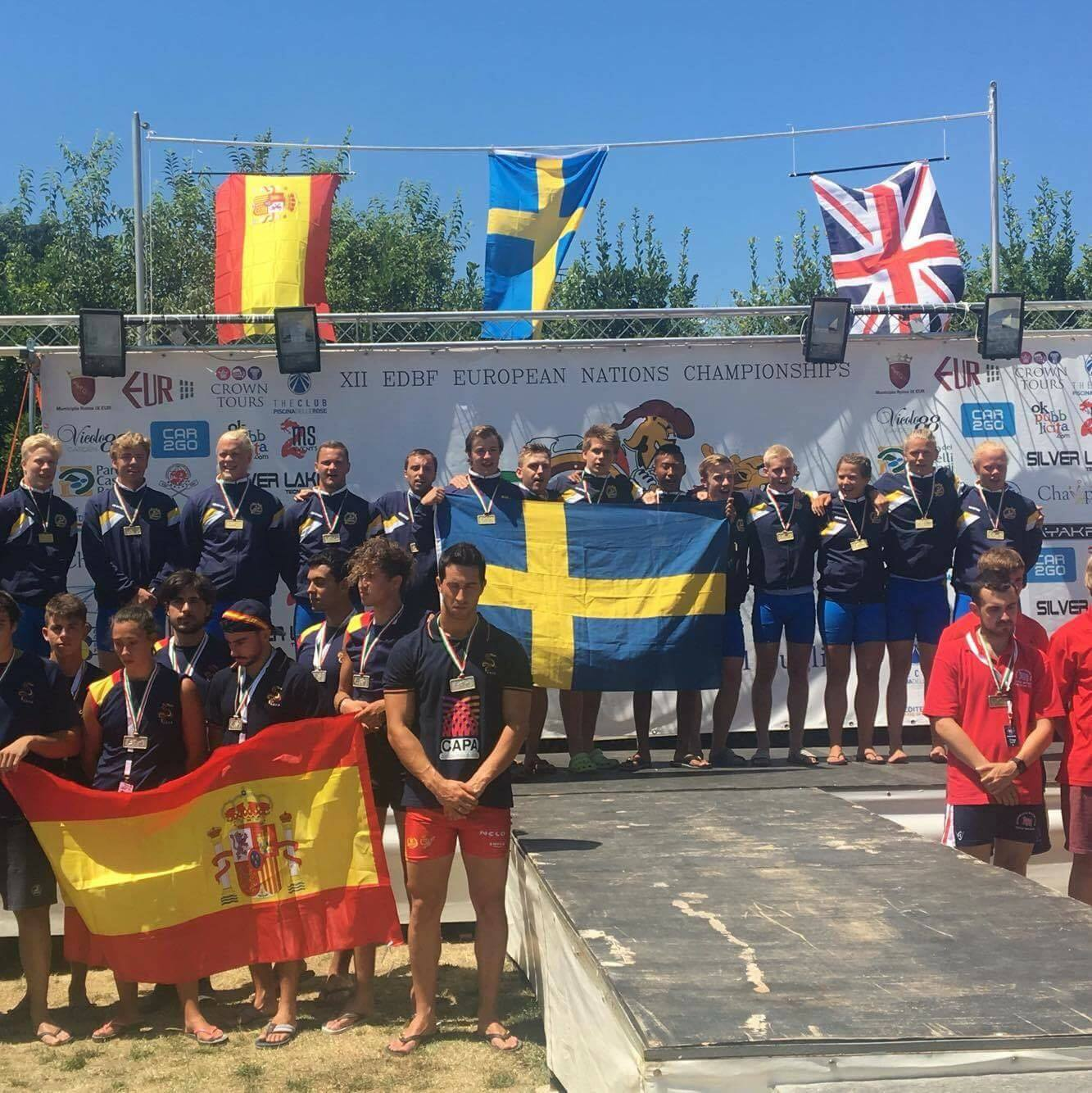
Prisutdelning i 10-manna U24 herr på distansen 200 meter. Sverige tog EM-guld, Spanien EM-silver och Storbritannien EM-brons.

Drakbåts-EM för landslag 2016 anordnades av EDBF i Rom i Italien den 28–31 juli. Distanserna var 200 meter, 500 meter och 1 500 meter. Det tävlades i dam-, mixed- och open-klasser på junior-, U24-, senior- och master-nivå.

## Medaljtabell
| Pl.    | Nation         | Guld | Silver | Brons | Totalt |
| ------ | -------------- | ---- | ------ | ----- | ------ |
| 1      | Ukraina        | 20   | 8      | 3     | 31     |
| 2      | Tyskland       | 11   | 7      | 11    | 29     |
| 3      | Ryssland       | 11   | 3      | 6     | 20     |
| 4      | Italien        | 9    | 10     | 9     | 28     |
| 5      | Ungern         | 8    | 9      | 10    | 27     |
| 6      | Sverige        | 3    | 3      | 0     | 6      |
| 7      | Tjeckien       | 2    | 5      | 2     | 9      |
| 8      | Polen          | 1    | 3      | 5     | 9      |
| 9      | Spanien        | 1    | 2      | 1     | 4      |
| 10     | Storbritannien | 0    | 8      | 11    | 19     |
| 11     | Slovakien      | 0    | 5      | 6     | 11     |
| 12     | Moldavien      | 0    | 2      | 1     | 3      |
| 13     | Irland         | 0    | 1      | 1     | 2      |
| NP     | Cypern         | 0    | 0      | 0     | 0      |
| NP     | Frankrike      | 0    | 0      | 0     | 0      |
| NP     | Serbien        | 0    | 0      | 0     | 0      |
| NP     | Schweiz        | 0    | 0      | 0     | 0      |
| Totalt | Totalt         | 66   | 66     | 66    | 198    |

## Medaljsammanfattning 20-manna

### Premier
| Klass                  | Guld     | Silver   | Brons          |
| 200m, premier herrar   | Ukraina  | Tyskland | Tjeckien       |
| 500m, premier herrar   | Tyskland | Ukraina  | Ungern         |
| 1 500m, premier herrar | Ukraina  | Italien  | Tyskland       |
| 200m, premier damer    | Ukraina  | Ungern   | Italien        |
| 500m, premier damer    | Ukraina  | Ungern   | Italien        |
| 1 500m, premier damer  | Ukraina  | Italien  | Ungern         |
| 200m, premier mixed    | Tyskland | Ukraina  | Storbritannien |
| 500m, premier mixed    | Tyskland | Ukraina  | Spanien        |
| 1 500m, premier mixed  | Tyskland | Ungern   | Ukraina        |

### U18
| Klass             | Guld   | Silver  | Brons          |
| 200m, U18 mixed   | Ungern | Italien | Storbritannien |
| 500m, U18 mixed   | Ungern | Italien | Storbritannien |
| 1 500m, U18 mixed | Ungern | Italien | Storbritannien |

### Senior A
| Klass                   | Guld     | Silver         | Brons          |
| 200m, senior A herrar   | Ryssland | Ungern         | Tyskland       |
| 500m, senior A herrar   | Ukraina  | Tjeckien       | Polen          |
| 1 500m, senior A herrar | Ryssland | Ukraina        | Tyskland       |
| 200m, senior A damer    | Tyskland | Irland         | Storbritannien |
| 500m, senior A damer    | Tyskland | Storbritannien | Italien        |
| 1 500m, senior A damer  | Tyskland | Storbritannien | Irland         |
| 200m, senior A mixed    | Tyskland | Ryssland       | Storbritannien |
| 500m, senior A mixed    | Ungern   | Tyskland       | Ryssland       |
| 1 500m, senior A mixed  | Ryssland | Ungern         | Ukraina        |

### Senior B
| Klass                   | Guld    | Silver         | Brons    |
| 200m, senior B herrar   | Ukraina | Storbritannien | Ungern   |
| 500m, senior B herrar   | Ukraina | Storbritannien | Ungern   |
| 1 500m, senior B herrar | Ukraina | Storbritannien | Ryssland |
| 200m, senior B mixed    | Ukraina | Ungern         | Tyskland |
| 500m, senior B mixed    | Ukraina | Storbritannien | Italien  |
| 1 500m, senior B mixed  | Ukraina | Ungern         | Tyskland |

## Medaljsammanfattning 10-manna

### Premier
| Klass                  | Guld    | Silver         | Brons    |
| 200m, premier herrar   | Ungern  | Ukraina        | Tyskland |
| 500m, premier herrar   | Ukraina | Tyskland       | Ryssland |
| 1 500m, premier herrar | Ungern  | Ryssland       | Ukraina  |
| 200m, premier damer    | Ukraina | Sverige        | Tyskland |
| 500m, premier damer    | Sverige | Ukraina        | Tyskland |
| 1 500m, premier damer  | Ukraina | Sverige        | Tyskland |
| 200m, premier mixed    | Ukraina | Italien        | Ungern   |
| 500m, premier mixed    | Ungern  | Storbritannien | Ryssland |
| 1 500m, premier mixed  | Ukraina | Italien        | Ungern   |

### U24
| Klass              | Guld    | Silver  | Brons          |
| 200m, U24 herrar   | Sverige | Spanien | Storbritannien |
| 500m, U24 herrar   | Spanien | Sverige | Storbritannien |
| 1 500m, U24 herrar | Sverige | Spanien | Storbritannien |

### U18
| Klass              | Guld    | Silver         | Brons          |
| 200m, U18 herrar   | Italien | Storbritannien | Moldavien      |
| 500m, U18 herrar   | Italien | Moldavien      | Storbritannien |
| 1 500m, U18 herrar | Italien | Moldavien      | Storbritannien |

### Senior A
| Klass                   | Guld    | Silver    | Brons     |
| 200m, senior A herrar   | Ukraina | Polen     | Ryssland  |
| 500m, senior A herrar   | Italien | Ryssland  | Slovakien |
| 1 500m, senior A herrar | Ukraina | Slovakien | Italien   |
| 200m, senior A damer    | Italien | Ungern    | Slovakien |
| 500m, senior A damer    | Italien | Ungern    | Slovakien |
| 1 500m, senior A damer  | Ungern  | Slovakien | Italien   |
| 200m, senior A mixed    | Italien | Slovakien | Polen     |
| 500m, senior A mixed    | Italien | Polen     | Slovakien |
| 1 500m, senior A mixed  | Italien | Polen     | Slovakien |

### Senior B
| Klass                   | Guld     | Silver    | Brons     |
| 200m, senior B herrar   | Ryssland | Slovakien | Italien   |
| 500m, senior B herrar   | Ryssland | Tjeckien  | Italien   |
| 1 500m, senior B herrar | Ryssland | Italien   | Tjeckien  |
| 200m, senior B damer    | Tyskland | Ukraina   | Ungern    |
| 500m, senior B damer    | Ukraina  | Tyskland  | Ungern    |
| 1 500m, senior B damer  | Tyskland | Ukraina   | Ungern    |
| 200m, senior B mixed    | Ryssland | Italien   | Slovakien |
| 500m, senior B mixed    | Ryssland | Slovakien | Italien   |
| 1 500m, senior B mixed  | Ryssland | Italien   | Polen     |

### Senior C
| Klass                   | Guld     | Silver   | Brons    |
| 200m, senior C herrar   | Polen    | Tjeckien | Tyskland |
| 500m, senior C herrar   | Tjeckien | Tyskland | Polen    |
| 1 500m, senior C herrar | Tjeckien | Tyskland | Polen    |
| 200m, senior C mixed    | Ryssland | Tjeckien | Tyskland |
| 500m, senior C mixed    | Tyskland | Tjeckien | Ryssland |
| 1 500m, senior C mixed  | Ryssland | Tyskland | Ungern   |